# Richa Moorjani
Richa Moorjani (* 26. Mai 1989 in der Bay Area, Kalifornien) ist eine indisch-US-amerikanische Schauspielerin. Bekanntheit erlangte sie durch ihre Rolle als Kamala in der Netflix-Serie Noch nie in meinem Leben ….

## Leben
Moorjani wurde in Kalifornien geboren und wuchs auch dort auf. Als Kind tanzte sie Ballett und Kathak. Ihre Familie leitete das Management einer Bollywood-Band.
Moorjani hatte verschiedene Gastauftritte in Serien wie Big Time Rush, The Mindy Project, Navy CIS: L.A. und 9-1-1, bevor sie mit der Rolle der Kamala eine der Hauptrollen in der Netflix-Serie Noch nie in meinem Leben … spielte. Sie sprach für die Serie bei einem offenen Casting vor und setzte sich gegen 15.000 andere Bewerberinnen durch.
Am 19. Oktober 2019 heiratete sie Bharat Rishi Moorjani.

## Filmografie
- 2011: Mark at the Movies (Fernsehserie, 1 Episode)
- 2011: Love Fool (Kurzfilm)
- 2012: Big Time Rush (Fernsehserie, Episode 3x06)
- 2012: The Mindy Project (Fernsehserie, Episode 1x06)
- 2013: Sullivan & Son (Fernsehserie, Episode 2x03)
- 2015: For Here or to Go?
- 2015: X: Past Is Present
- 2016: The New Yorker: Shorts & Murmurs (Fernsehserie, Episode 1x19)
- 2017: Navy CIS: L.A. (Fernsehserie, Episode 8x24)
- 2018: 9-1-1 (Fernsehserie, Episode 2x10)
- 2019: Hóllyweird
- 2019: Wolf (Kurzfilm)
- 2020: Invisible Brown Man (Kurzfilm)
- 2020–2023: Noch nie in meinem Leben … (Never Have I Ever, Fernsehserie, 31 Episoden)
- 2021: Home Economics (Fernsehserie, Episode 2x03)
- 2021: Immoral Compass (Fernsehserie, Episode 1x08)
- 2021: Hot Mess Holiday (Fernsehfilm)
- 2022: True Story (Fernsehserie, Episode 1x06)
- 2023–2024: Fargo (Fernsehserie)
- 2025: Alien: Earth (Fernsehserie)

### Videospiele
- 2017: Uncharted: The Lost Legacy
- 2018: Fallout 76 als Abigayle Singh, Watoga, Natasha Hunt & Nari Simir (Stimme)